# Witold Frydrych
Witold Frydrych (ur. 5 czerwca 1916 w Sosnowcu, zm. 17 lipca 1970 w Gdańsku) – polski malarz, profesor PWSSP w Gdańsku.
Był synem Aleksandra i Czesławy. W roku 1948 ukończył studia na Wydziale Malarstwa dyplomem krakowskiej Akademii Sztuk Pięknych, w pracowni prof. Hanny Rudzkiej-Cybisowej. W latach 1948 do 1952 w miesiącach wakacyjnych przyjeżdżał wraz z Mikołajem Kochanowskim na prywatny plener do Zakliczyna. Na Wybrzeżu mieszkał od 1949 roku. W 1951 roku podjął pracę w Państwowej Wyższej Szkole Sztuk Plastycznych w Gdańsku jako asystent Krystyny Łady-Studnickiej. Od roku 1963 prowadził na tej uczelni Studium Pedagogiczne.
Do 1957 roku uprawiał sztukę przedstawieniową: martwą naturę, pejzaż, sceny rodzajowe. Związany z gdańską PWSSP tworzył w konwencji szkoły sopockiej. Przełom w twórczości nastąpił po 1957 roku, artysta skierował się ku czystej abstrakcji.
Miał wystawy indywidualne w Sopocie (1956, 1964), Warszawie (1965), i Krakowie (1966). Po śmierci malarza w 1970 roku zorganizowano wystawę monograficzną w Muzeum Pomorskim (obecnie Muzeum Narodowe w Gdańsku).
Zarówno on jak i jego żona Kazimiera z d. Zając (ur. 20.12.1921 w Zakliczynie - zm. 3.03.2013 w Gdańsku) spoczywają na Cmentarzu parafialnym w Sopocie - Sektor: C4, Rząd: 8, Nr grobu: 19.